# Jukio Cuda
Jukio Cuda (15. srpen 1917 – 17. duben 1979) byl japonský fotbalista.

## Klubová kariéra
Hrával za East Japan Heavy-Industries.

## Reprezentační kariéra
Jukio Cuda odehrál za japonský národní tým v letech 1940–1951 celkem 4 reprezentační utkání.

## Statistiky
| Japonsko | Japonsko | Japonsko |
| Roky     | Záp.     | Góly     |
| -------- | -------- | -------- |
| 1940     | 1        | 0        |
| 1941     | 0        | 0        |
| 1942     | 0        | 0        |
| 1943     | 0        | 0        |
| 1944     | 0        | 0        |
| 1945     | 0        | 0        |
| 1946     | 0        | 0        |
| 1947     | 0        | 0        |
| 1948     | 0        | 0        |
| 1949     | 0        | 0        |
| 1950     | 0        | 0        |
| 1951     | 3        | 0        |
| Celkem   | 4        | 0        |